# Lorenzo Bruno
Lorenzo Bruno (Murazzano, 21 luglio 1821 – Torino, 4 marzo 1900) è stato un medico e politico italiano.
Fu senatore del regno d'Italia nella XIII legislatura.
Il comune di Torino gli ha intitolato una via nella zona nord della città, nel quartiere Barriera di Milano. Lo stesso ha fatto il natio comune di Murazzano.